# College Football USA 97
College Football USA 97 est un jeu vidéo de football américain sorti en 1997 sur Mega Drive et Super Nintendo. Le jeu a été développé par Tiburon Entertainment et édité par EA Sports.